# 团结 (俄国社会民主工党)
团结（俄语：Единство）是1914年—1917年俄国社会民主工党内的一个派系，之后在1917年—1918年成为一个独立的小党派。该派系由格奥尔基·普列汉诺夫创建和领导。